# Paraimene tuberculata
Paraimene tuberculata är en kräftdjursart som beskrevs av Javed och M. Firoz Ahmed1988. Paraimene tuberculata ingår i släktet Paraimene och familjen klotkräftor. Inga underarter finns listade i Catalogue of Life.